# Fascista (insulto)
Fascista tem sido usado como um termo pejorativo ou insultuoso contra uma ampla gama de pessoas, movimentos políticos, governos e instituições desde o surgimento do fascismo na Europa na década de 1920. Comentaristas políticos tanto da esquerda quanto da direita acusaram seus oponentes de serem "fascistas", começando nos anos anteriores à Segunda Guerra Mundial. Em 1928, a Internacional Comunista rotulou os seus oponentes social-democratas como socialfascistas, enquanto os próprios social-democratas, bem como alguns partidos da direita política, acusaram os comunistas de se terem tornado fascistas sob a liderança de Josef Stalin. À luz do Pacto Molotov-Ribbentrop, o The New York Times declarou em 18 de setembro de 1939 que "o hitlerismo é o comunismo marrom, o stalinismo é o fascismo vermelho". Mais tarde, em 1944, o escritor antifascista e socialista George Orwell comentou no Tribune que o fascismo havia se tornado quase sem sentido por seu uso comum como um insulto contra várias pessoas e argumentou que na Inglaterra a palavra fascista havia se tornado sinônimo de valentão.
Durante a Guerra Fria, a União Soviética foi categorizada pelos seus antigos aliados da Segunda Guerra Mundial como totalitária, juntamente com a Alemanha Nazista fascista, para converter o antifascismo pré-Segunda Guerra Mundial em anticomunismo pós-guerra e os debates em torno da comparação entre o nazismo e o stalinismo intensificaram-se. Ambos os lados da Guerra Fria também usaram os insultos fascista e fascismo um contra o outro. Na União Soviética, eles eram usados para descrever o ativismo antissoviético, e a Alemanha Oriental se referia oficialmente ao Muro de Berlim como o "Muro de Proteção Antifascista". Em todo o Bloco de Leste, o termo antifascista tornou-se sinônimo da linha do partido - Estado comunista e denotava a luta contra os dissidentes e o mundo ocidental em geral. Nos Estados Unidos, os primeiros apoiantes de uma política externa agressiva e de medidas anticomunistas internas nas décadas de 1940 e 1950 rotularam a União Soviética como fascista e declararam que representava a mesma ameaça que as Potências do Eixo representaram durante a Segunda Guerra Mundial. As acusações de que o inimigo era fascista foram usadas para justificar a oposição às negociações e ao compromisso, com o argumento de que o inimigo agiria sempre de forma semelhante a Adolf Hitler ou à Alemanha nos anos 1930.